# 거창 창충사
거창 창충사(居昌 彰忠祠)는 대한민국 경상남도 거창군 거창읍 동리에 있는 사당이다.
1983년 7월 20일 경상남도의 문화재자료 제77호 장충사으로 지정되었다가, 2018년 12월 20일 현재의 명칭으로 변경되었다.

## 개요
이 사당은 영조 4년(1728) 무신란 때 향리로 있던 신극종·신석현·신덕현·신치근·신광세 등이 창의하여 반군을 무찌르는데 용력을 다한 다섯 충신을 제향하는 곳으로 일명 오충사라고도 한다. 난이 평정된 후 정조 12년(1788)에 사우를 건립토록 하였고, 이들 다섯 충신은 후에 공조좌랑으로 추증되었다.
건물 배치는, 강학공간인 성암서당과 사당인 창충사가 동향과 남향으로 세워졌는데 사당은 정면 3칸, 측면 2칸의 맞배지붕이고 내삼문은 정면 3칸의 솟을 대문으로 되어 있다. 정문인 앙진루(仰辰樓)는 정면 3칸, 측면 2칸의 오량구조 팔작지붕으로 누각 형식의 외삼문인데, 옛 거창도호부 동헌의 정문 문루를 이건한 것이다. 뜰에 오충신비가 세워져 있다.

## 참고 문헌
- 거창 창충사 - 국가유산청 국가유산포털